# Alonzo Gee
Alonzo Gee (nacido el 29 de mayo de 1987 en Riviera Beach, Florida) es un jugador de baloncesto estadounidense que se encuentra sin equipo. Con 1,98 metros de altura, juega en las posiciones de escolta y alero.

## Trayectoria deportiva

### Universidad
Gee militó cuatro temporadas en los Crimson Tide de la Universidad de Alabama, promediando en total 12,7 puntos, 5,7 rebotes y 1,3 asistencias, siendo incluido durante su última campaña en el segundo quinteto de la Southeastern Conference.

### Profesional
Tras no ser elegido en el Draft de la NBA de 2009, Gee firmó con Austin Toros de la NBA Development League. En los Toros tuvo promedios de 21 puntos, 6.6 rebotes y 38.2 minutos en 35 partidos, y durante el All-Star Weekend participó en el concurso de mates y en el All-Star Game de la NBA D-League. El 7 de marzo de 2010, Gee firmó con Washington Wizards un contrato de 10 días, debutando a los tres días después en un encuentro ante Atlanta Hawks, en el que anotó 2 puntos y recogió 2 rebotes en 7 minutos de juego. El 16 de marzo logró su primer doble-doble, con 13 puntos y 10 rebotes frente a Denver Nuggets. Al siguiente día fue recompensado con su segundo contrato de 10 días con los Wizards.
Tras finalizar su segundo contrato de 10 días con los Wizards, Gee firmó con San Antonio Spurs. El 16 de noviembre de 2010 fue cortado por los Spurs, y a los pocos días regresó a los Wizards. Fue cortado por los Wizards el 20 de diciembre de 2010, y ocho días después fichó por Cleveland Cavaliers.
El 19 de febrero de 2015, fue traspasado a los Portland Trail Blazers junto a Arron Afflalo, a cambio de Víctor Claver, Thomas Robinson, Will Barton y una primera ronda del draft.
[actualizar]

## Estadísticas de su carrera en la NBA

### Temporada regular
| Año     | Equipo      | PJ  | PT  | MPP  | %TC  | %3P  | %TL  | RPP | APP | ROB | TPP | PPP  |
| ------- | ----------- | --- | --- | ---- | ---- | ---- | ---- | --- | --- | --- | --- | ---- |
| 2009-10 | Washington  | 11  | 2   | 16.5 | .475 | .778 | .621 | 3.0 | .6  | .6  | .1  | 7.4  |
| 2010-11 | San Antonio | 5   | 0   | 3.6  | .333 | .000 | .000 | .6  | .0  | .0  | .4  | .4   |
| 2010-11 | Washington  | 11  | 5   | 11.5 | .444 | .000 | .667 | 2.0 | .5  | .6  | .0  | 2.9  |
| 2010-11 | Cleveland   | 40  | 29  | 24.3 | .462 | .347 | .800 | 3.9 | .8  | .8  | .4  | 7.4  |
| 2011-12 | Cleveland   | 63  | 31  | 29.0 | .412 | .321 | .788 | 5.1 | 1.8 | 1.3 | .3  | 10.6 |
| 2012-13 | Cleveland   | 82  | 82  | 31.0 | .410 | .315 | .795 | 3.9 | 1.6 | 1.3 | .4  | 10.3 |
| 2013-14 | Cleveland   | 65  | 24  | 15.7 | .415 | .328 | .705 | 2.3 | .7  | .6  | .2  | 4.0  |
| 2014-15 | Denver      | 39  | 0   | 13.1 | .482 | .417 | .738 | 1.8 | .5  | .7  | .2  | 4.9  |
| 2014-15 | Portland    | 15  | 2   | 10.1 | .429 | .273 | .500 | 1.6 | .4  | .5  | .1  | 3.4  |
| 2015-16 | New Orleans | 73  | 38  | 22.4 | .518 | .283 | .667 | 3.4 | 1.0 | .9  | .2  | 4.5  |
| 2016-17 | Denver      | 13  | 0   | 6.8  | .214 | .000 | .556 | 1.1 | .5  | .4  | .1  | .8   |
| Total   | Total       | 417 | 213 | 21.8 | .434 | .325 | .754 | 3.3 | 1.1 | .9  | .2  | 6.6  |

### Playoffs
| Año   | Equipo   | PJ | PT | MPP | %TC  | %3P  | %TL  | RPP | APP | ROB | TPP | PPP |
| ----- | -------- | -- | -- | --- | ---- | ---- | ---- | --- | --- | --- | --- | --- |
| 2015  | Portland | 1  | 0  | 3.0 | .000 | .000 | .000 | 1.0 | 1.0 | .0  | .0  | .0  |
| Total | Total    | 1  | 0  | 3.0 | .000 | .000 | .000 | 1.0 | 1.0 | .0  | .0  | .0  |